# Медведев, Михаил Ефимович (певец)
Ме́ер Ха́имович Бернште́йн (8 (20) июля 1852, Белая Церковь — 8 августа 1925, Саратов), известный как Михаи́л Ефи́мович Медве́дев — российский певец (тенор) и педагог. Руководитель оперного театра. Обладатель незаурядного драматического дарования. Один из первых отечественных вокалистов, добившихся мирового признания. Изредка исполнял баритоновые партии и выступал на драматической сцене.

## Биография
Меер Бернштейн родился 8 (20) июля 1852 года в семье раввина.
Обладая красивым голосом (альтом), в детстве пел в хоре.
В 1876 году поступил в Киевское музыкальное училище, где учился пению сначала в классе А. Ваккер, затем у И. Кравцова.
В 1878 году Н. Г. Рубинштейн, услышав его голос, предложил бедному музыканту отправиться вместе с ним в Москву, где он сразу был зачислен на 3-й курс Московской консерватории в класс Дж. Гальвани. Одновременно обучался сценическому мастерству в классе выдающегося артиста Малого театра И. В. Самарина. Ещё в студенческие годы подготовил под руководством П. И. Чайковского партию Ленского в опере «Евгений Онегин» и исполнил её на премьере оперы в 1879 году (Малый театр, Москва; дирижёр Н. Г. Рубинштейн) став первым исполнителем этой партии.
В 1882 году дебютировал в партии Собинина в Киевской опере (антреприза И. Сетова), после чего выступал в различных провинциальных антрепризах в Харькове (1883), Одессе (1884), Казани, Тифлисе (1887—1888), Симбирске, Нижнем Новгороде, Таганроге, Самаре, Орле, Воронеже (1886), Саратове (1887, 1897), Екатеринбурге (1887), Киеве (1888, антреприза Н. Н. Савина (Славича), ставшего супругом выдающейся русской актрисы М. Г. Савиной), Ростове-на-Дону.
В 1885 году, дебютировав в партиях Ленского и Рауля, поступил солистом в императорский московский Большой театр, где проработал один сезон до 1886 года. В 1891—1892 годах (также один сезон) пел на сцене императорского петербургского Мариинского театра, дебютировав в партии Отелло («Отелло» Дж. Верди). Чинная атмосфера императорских театров была чужда яркой творческой индивидуальности Медведева. Оставив казённые театры, вернулся в провинциальные театры, пел в Казани, Киеве (1893—1894), где некоторое время возглавлял оперные труппы, Одессе, Херсоне, Донецке, в Поволжье (в том числе в Саратове), в Крыму, на Северном Кавказе, в Кишиневе.
В 1898—1900 гг. с большим успехом концертировал по городам США (Нью-Йорк, Филадельфия, Бостон, Чикаго) и Канады (Монреаль, Квебек); в 1901 году организовал оперную труппу для гастролей по Америке. Гастролируя по Северной Америке, пропагандировал произведения русских композиторов М. И. Глинки, Ц. А. Кюи, Н. А. Римского-Корсакова, А. С. Аренского; П. И. Чайковского, а также исполнял концертные произведения Ф. Шуберта, Ж. Массне. Местные газеты писали: «Исполнением романсов Чайковского Медведев открыл Америке русского Шуберта»; «Прекрасное исполнение романсов Чайковского не часто приходится слышать. Поэтому редким наслаждением было слушать их в исполнении Медведева».
В 1905 году пел в петербургской «Новой опере» под управлением А. А. Церетели.

## Творчество
В оперном театре певец являлся обладателем гармоничного таланта, равно крупным в музыкальном и драматическом плане.
Михаил Ефимович Медведев является первым исполнителем многих оперных партий русского репертуара и первым исполнителем партий зарубежного репертуара в Российской империи: Ленского («Евгений Онегин»), Вакулы («Рождественская ночь»), Роллы («Ролла»), Саввушки («Каширская старина»); в Тифлисе — Карла II («Дон Сезар де Базан»), Кирибеевича («Купец Калашников»); Канио («Паяцы»), Самсона («Самсон и Далила»); Германа («Пиковая дама», по настоянию Чайковского, в Большом театре). Многие критики считали, что партия Германа — его лучшая работа. При подготовке партии постоянно консультировался с композитором. На подаренном певцу клавире Чайковский написал: «Лучшему Герману».
В начале 1910-х гг. исполнил баритоновую партию Риголетто. Другие партии: Синодал, Кирибеевич; Фауст («Фауст»), Герцог («Риголетто»), Хозе («Кармен»), Васко да Гама, Элеазар; Собинин, Финн, Князь («Русалка» А. Даргомыжского), Дон Жуан («Каменный гость»), Нерон («Нерон»), Руальд, Йонтек, Флорестан, Самсон, Тангейзера, Рауль, Иоанн Лейденский, Роберт («Роберт-Дьявол»), Отелло («Отелло» Дж. Верди, в этой партии критики сравнивали его с Э. Тамберликом, а в искусстве драматической игры с выдающимися трагиками А. Олдриджем, Т. Сальвини и Э. Росси). В роли Отелло (в пьесе В. Шекспира) Медведев выступил на драматической сцене (1909, Одесса).
Партнерами певца по оперной сцене были крупнейшие исполнители: М. А. Дейша-Сионицкая, А. П. Крутикова, Б. Б. Корсов, И. В. Тартаков, П. А. Хохлов. Пел п/у И. К. Альтани, Г. А. Лишина, И. В. Прибика, Н. Г. Рубинштейна, В. И. Сука.
Записывался на грампластинки в Петербурге («Колумбия», 1903) и Киеве («Стелла», 1910).
Архив певца хранится в Государственном доме-музее П. И. Чайковского в Клину.

## Педагогическая деятельность
Медведев много и плодотворно занимался педагогической работой.
В 1898 году он преподавал в Киевской музыкальной школе Блюменфельда, в 1901—1905 годах — в Музыкально-драматическом училище Московского филармонического общества (с 1903 профессор), в московской «Студии около Арбатских ворот»; в Киевской филармонии (с 1905); в 1905 году — в Киевской консерватории; позднее открыл «Киевские оперные высшие музыкальные и драматические курсы», где, помимо вокала, преподавались теория музыки, дикция и сценическое мастерство. В 1907 году в Ростове-на-Дону вёл вокальный класс в театральной школе Пресмана. Осенью 1907 года был приглашен С. Брыкиным в Киевскую оперу в качестве учителя сцены.
В 1912—1925 годах преподавал в Саратовской консерватории. Уже при Советской власти, когда все театры и школы были национализированы, добился совместно с А. М. Пасхаловой открытия в Саратове классов Камерного пения. Вместе с Н. Сперанским организовал в Саратове постоянный оперный театр (1918—1920) и был его руководителем.
Среди учеников Медведева крупные артисты: А. И. Мозжухин, Ф. С. Мухтарова, Г. С. Пирогов, Л. А. Русланова, В. Г. Воинов, В. П. Дамаев, А. А. Дроздов, С. Ю. Левик, М. Г. Ростовская-Ковалевская, М. М. Скибицкая, Б. А. Хохлов.